# Maciej Rataj
Maciej Rataj (Lengyelország, Chłopy (Lwów mellett), 1884. február 19. – Palmiry, 1940. június 21.) lengyel politikus, Lengyelország kétszeres köztársasági elnöke, író.
Gimnáziumi tanulmányait Lwówban folytatta, később  Lwówi Egyetemre járt, ahol klasszikus nyelveket hallgatott. A tanulmányai befejezését követően először tanár lett Lwówban, később Zamośćban.
Az első világháborút követően az újonnan függetlenséget nyert második Lengyel Köztársaság időszakában lett politikus. A PSL Piast és PSL Wyzwolenie politikai pártok tagja volt. 1931-től a Stronnictwo Ludowe egy tagja, később elnöke. Ez utóbbi párt hivatalos lapjának lett a főszerkesztője 1935-ben (Zielony Sztandar). 1919-1930, valamint 1934-1935 között a lengyel parlament tagja, valamint 1922-1928 között a Szejm marsallja. 1920-1921 között vallás- és közoktatásügyi miniszter, valamint részt vett a Márciusi Alkotmány kidolgozásában is.
Kétszer volt Lengyelország átmeneti köztársasági elnöke: először Gabriel Narutowicz meggyilkolását követő héten (1922. december 16.-22.), majd 1926 májusában fél hónapig, Stanisław Wojciechowski elnök lemondását követően (1926. május 15. – június 1.). Mindkét alkalommal a pótválasztásokat és a kijelölt, új kormányokat felügyelte.
1940-ben a nácik letartóztatták, és a Palmiry körüli erdőben – sok más, neves lengyel állampolgárral együtt, a palmiryi vérengzés során – kivégezték.